# Crematogaster ruspolii
Crematogaster ruspolii är en myrart som beskrevs av Auguste-Henri Forel 1892. Crematogaster ruspolii ingår i släktet Crematogaster och familjen myror.

## Underarter
Arten delas in i följande underarter:
- C. r. atriscapis
- C. r. ruspolii